# Barnea obturamentum
Barnea obturamentum is een tweekleppigensoort uit de familie van de Pholadidae. De wetenschappelijke naam van de soort is voor het eerst geldig gepubliceerd in 1893 door Hedley.